# Roxana Dumitrescu
Roxana Daniela Dumitrescu (ur. 27 czerwca 1967 w Urziceni) – rumuńska florecistka, brązowa medalistka olimpijska. 
Na igrzyskach olimpijskich w Barcelonie w 1992 roku reprezentacja Rumunii w składzie: Reka Szabo, Claudia Grigorescu, Elisabeta Tufan, Laura Badea i Roxana Dumitrescu zdobyła drużynowo brązowy medal. Indywidualnie nie startowała. Był to jej jedyny start olimpijski.
Nigdy nie zdobyła medalu mistrzostw świata. Reprezentowała klub CSA Steaua Bukareszt. W reprezentacji kraju występowała w latach 1986-1993. W 1991 roku nadano jej tytuł mistrza sportu.